# Siejnik
Siejnik II (dawniej Elżbietki, niem. Elisenhöhe) – osada w Polsce położona w województwie warmińsko-mazurskim, w powiecie oleckim, w gminie Olecko.
W latach 1975–1998 osada należała do województwa suwalskiego. W okresie 1999–2001 wchodziła w skład powiatu olecko-gołdapskiego. W 2010 roku liczyła 164 mieszkańców. osada wchodzi w skład sołectwa Rosochackie. Na terenie osady znajdują się 2 bloki mieszkalne, kilkanaście prywatnych mieszkań, dwór "Mazurski dwór" i tartak.

## Historia
Początek osady związany jest z Elizą Zimmermann, ówczesnej właścicielki hotelu w Olecku, która wzbogaciwszy się, zakupiła w roku 1840 ziemie pod miastem Margrabowa i zainwestowała w rozbudowę dworu. W 1853 roku na cześć żony króla pruskiego Fryderyka Wilhelma IV majątek nazwano Elisenhöhe. W latach 80. XIX wieku majątek przeszedł w ręce Karola Schielke, a następnie zaniedbany dwór zakupił naczelnik generalny powiatu Ernst Papendieck. Stan majątku się poprawił, gdy jego właścicielami została rodzina Faserów (1935-1944).
Po II wojnie światowej majątek nazwano Elżbietki (część wsi w tym czasie przyłączono do miasta Olecka). Do 1948 roku znajdował się on w gestii Związku Samopomocy Chłopskiej, a w latach 1948-1950 był placówką Państwowego Instytutu Naukowego Gospodarstwa Wiejskiego w Pułtusku. Następnie zarządzał nim Instytut Zootechniki, Centralny Instytut Rolniczy (1952–1954), a potem Instytut Uprawy, Nawożenia i Gleboznawstwa w Puławach. Ostatecznie ośrodek został przejęty w 1956 roku przez Prezydium Wojewódzkiej Rady Narodowej w Białymstoku. Znajdował się tu Zootechniczny Zakład Doświadczalny, ale z części gruntów korzystał również Instytut Sadownictwa w Skierniewicach (sad Elżbietki). Prowadzono tu badania z zakresu ekonomii rolnictwa, produkcji zwierzęcej, jak i sadownictwa czy pszczelarstwa.
W dworze w Siejniku, zwanym obecnie Mazurskim Dworem, znajdował się ośrodek wypoczynkowy pracowników Ministerstwa Spraw Wewnętrznych. Obecnie w zespole dworsko-parkowym – odremontowanym i odrestaurowanym w przedwojennym stylu – znajduje się hotel z restauracją. Jest to jeden z najlepiej zachowanych dworów na terenie powiatu oleckiego.

## Zabytki
- zespół dworsko–parkowy z drugiej połowy XIX wieku: dwór, oficyna, pozostałości parku i ogrodu botanicznego oraz dwie obory,
- most drogowy nad nieczynną linią wąskotorową Olecko – Świętajno, 1911 r.[4].